# Winterthurer Stadtanzeiger
Der Winterthurer Stadtanzeiger ist eine kostenlose Wochenzeitung in der Schweiz und erscheint jeweils dienstags. Die Zeitung hat eine WEMF-beglaubigte Auflage von 46'693 (Vj. 50'433) verbreiteten bzw. 7 (Vj. 0) verkauften Exemplaren, die an die Haushaltungen der Stadt und Region Winterthur verteilt werden, und eine Reichweite von 47'000 (Vj. 45'000) Lesern (WEMF MACH Basic 2018-II). Sie entstand in den 1930er-Jahren. Herausgegeben wurde der Stadtanzeiger bis ca. 2010 von der Ziegler Druck- und Verlags-AG.
Der Stadtanzeiger wurde 2015 von den Zürcher Oberland Medien AG übernommen und ab 4. April 2016 in die neue regionale Newswebsite zueriost.ch integriert. Die bis anhin genutzte Website www.stadi-online.ch (1999 registriert) wird automatisch auf die Website zueriost.ch weitergeleitet. Diese gehört derzeit den Zürcher Oberland Medien.
Im Oktober 2018 wurde bekannt, dass die Zürcher Oberland Medien AG den Winterthurer Stadtanzeiger an die Zeitungshaus AG von Christoph Blocher verkauft hat. Auf Anfang 2019 soll die Zeitung in die bereits der Zeitungshaus AG gehörende Winterthurer Zeitung integriert werden.